# Monte Château Blanc
Il monte Château Blanc (pron. fr. AFI: [ʃato blɑ̃] - 3.408 m s.l.m.) è una montagna delle Alpi della Grande Sassière e del Rutor nelle Alpi Graie. 

## Etimologia
Il toponimo significa castello bianco in lingua francese.

## Descrizione
La montagna si trova in Valle d'Aosta e sovrasta la Valgrisenche. La montagna è collocata lungo la cresta che dalla Testa del Rutor scende verso nord al monte Paramont.
Dalla montagna, lungo il versante nord-orientale, prende forma il ghiacciaio di Château Blanc, ghiacciaio particolarmente visibile da Aosta e dalla media Valle d'Aosta. Ad occidente contorna il ghiacciaio del Rutor.

## Accesso alla vetta
Si può salire sulla vetta partendo da  Planaval, frazione di Arvier, all'imbocco della Valgrisenche.